# Ectoedemia algeriensis
Espèce
Ectoedemia algeriensis est une espèce de papillons de nuit de la famille des Nepticulidae. On la trouve en Algérie, dans les montagnes de l'Atlas au Maroc et dans le sud de la France.

## Description
L'envergure est de 5 à 5,6 mm. Les adultes volent de mai à juillet, ils ont la particularité d'avoir un thorax entièrement blanc. Il y a probablement qu'une seule génération par an. 

## Biologie
L’œuf est pondu sur la face supérieure d'une feuille, souvent sur ou proche d'une veine. Les chenilles se nourrissent de Quercus coccifera, Quercus ilex, Quercus rotundifolia et Quercus suber. Elles minent les feuilles de leur plante hôte par un couloir très tortueux qui suit souvent une veine sur une certaine distance, elle laisse des excréments noirs et des marges étroites et claires dans le couloir de la mine. Il n'y a apparemment pas la possibilité de séparer sur le terrain les mines vides de cette espèce avec celles d’Ectoedemia haraldi, Ectoedemia heringella et Ectoedemia suberis. En France les chenilles sont actives en février et mars, elles sont de couleur blanchâtre et sans plaques ventrales.

## Systématique
Le nom valide complet (avec auteur) de ce taxon est Ectoedemia algeriensis van Nieukerken (d), 1985.